# Ibéromaurusien

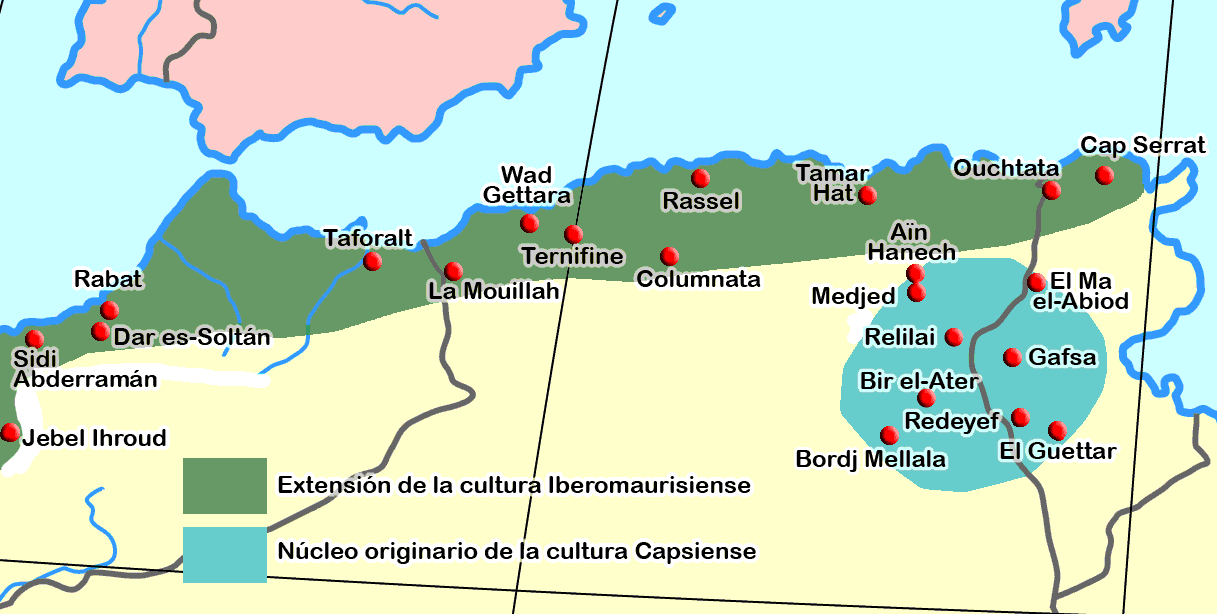
Verbreitungsgebiet des Iberomaurusien (grün) – Kerngebiet des Capsien (blau)

Das Ibéromaurusien ist eine Kultur des Epipaläolithikums in Nordafrika, die als Nachfolgekultur des Atérien gilt. Es dauerte etwa von 17.000 bis 8.000 v. Chr. und ist etwa zeitgleich zum europäischen Magdalénien. Die Benennung geht auf die heute überholte Meinung zurück, dass diese Kultur außer in Nordafrika auch auf der Iberischen Halbinsel verbreitet gewesen sei.

## Verbreitung
Der Atlas scheint die südliche Grenze der Verbreitung des afrikanischen Cro-Magnon-Menschen zu bilden, der die südliche Mittelmeerküste und dessen Hinterland besiedelt. Die Funde deuten auf eine zunehmende Ausbreitung von Ost nach West entlang des Mittelmeeres bis nach Marokko hin, das erst um 14.000 v. Chr. erreicht wurde. Die meisten genauer untersuchten Fundplätze liegen in Marokko und Algerien. Benannt nach wichtigen Fundpunkten gibt es auch die Bezeichnungen Mouillien und Oranien.

## Steinbearbeitung, Waffen und Werkzeuge
Es findet sich eine starke Tendenz hin zu einer Miniaturisierung, besonders kleine Pfeilspitzen wurden aus Klingen oder Lamellen gewonnen. Die Technik des abgeschlagenen Rückens durch steile Retuschen ist weit verbreitet. Häufig sind Rückenspitzen, die zu Kompositgeräten verarbeitet wurden. Daneben gab es größere Schaber, Mikrostichel und dreiseitige Spitzen. Mahlsteine zum Zerreiben von Grassamen deuten auf eine bereits weiterführende Nutzung von pflanzlichen Rohstoffen hin. Aus Knochen wurden Pfrieme, Geschossspitzen, Messer und Glätter zur Lederbearbeitung gefertigt. Schmuck wurde aus marinen Muscheln und Fossilien hergestellt.

## Kultur
Die Menschen des Ibéromaurusien waren hauptsächlich Jäger und Sammler. An Wohnstätten fanden sich Höhlen und Abris, die zumindest auf Vorformen einer Sesshaftigkeit bei noch weitgehend nomadisierender Lebensweise hindeuten. In den Abris fanden sich räumliche Aufteilungen in Werkstatt-, Lebens- und Bestattungsbereiche. Eine künstlerische Betätigung wurde bisher nur sehr selten gefunden – so in Marokko (Ifri n'Ammar) Spuren einer Malerei. Schildkrötenpanzer wurden offensichtlich als Behälter für Rötel genutzt, dem roten Ocker, der zur Bemalung von Mensch und Gerät verwendet wurde. Auch Bestattungen fanden sich. Die bedeutendste der Nachfolgekulturen war das Capsien, das allerdings von einer anderen Population- bzw. Volksgruppe (mediterraner Typus) getragen wurde.